# حوت سخيلده
حوت سخيلده (الاسم العلمي:†Scaldicetus) هو جنس منقرض من الحيتانيات يتبع أصنوفة حيتان العنبر وأشباهها.
على الرغم من استخدام تسمية حوت سخيلده على نطاق واسع لعدد من أنواع حيتان العنبر وأشباهها المنقرضة ذات الأسنان البدائية التي تتكون من أسنان مطلية بالمينا، يبدو أن جنس حوت سخيلده كما هو معترف به بشكل عام هو عبارة عن مجموعة شبه عرقية من حيتان العنبر وأشباهها. سمي هذا الحوت نسبةً إلى نهر سخيلده الذي يمر في شمالي فرنسا وغربي بلجيكا والجزء الجنوبي الغربي من هولندا.